# Lega Nazionale A (pallavolo maschile)
La Lega Nazionale A è la massima serie del campionato svizzero di pallavolo maschile: al torneo partecipano nove squadre di club svizzere e la squadra vincitrice si fregia del titolo di campione di Svizzera.

## Albo d'oro
| Anno             | Podio           | Podio         | Podio         |
| Campione         | Seconda         | Terza         |               |
| ---------------- | --------------- | ------------- | ------------- |
| 1956-57 Dettagli | EOS Losanna     | -             | -             |
| 1957-58 Dettagli | Uni Berna       | -             | -             |
| 1958-59 Dettagli | EOS Losanna     | -             | -             |
| 1959-60 Dettagli | EOS Losanna     | -             | -             |
| 1960-61 Dettagli | Servette        | -             | -             |
| 1961-62 Dettagli | Servette        | -             | -             |
| 1962-63 Dettagli | Servette        | -             | -             |
| 1963-64 Dettagli | Servette        | -             | -             |
| 1964-65 Dettagli | Servette        | -             | -             |
| 1965-66 Dettagli | Servette        | -             | -             |
| 1966-67 Dettagli | Servette        | -             | -             |
| 1967-68 Dettagli | Servette        | -             | -             |
| 1968-69 Dettagli | Servette        | -             | -             |
| 1969-70 Dettagli | Spada Academica | -             | -             |
| 1970-71 Dettagli | Spada Academica | -             | -             |
| 1971-72 Dettagli | Spada Academica | -             | -             |
| 1972-73 Dettagli | Spada Academica | -             | -             |
| 1973-74 Dettagli | Servette        | -             | -             |
| 1974-75 Dettagli | Biel            | -             | -             |
| 1975-76 Dettagli | Biel            | -             | -             |
| 1976-77 Dettagli | Voléro Zurigo   | -             | -             |
| 1977-78 Dettagli | Biel            | -             | -             |
| 1978-79 Dettagli | Biel            | -             | -             |
| 1979-80 Dettagli | Biel            | -             | -             |
| 1980-81 Dettagli | Servette        | Losanna UC    | -             |
| 1981-82 Dettagli | Servette        | Losanna UC    | -             |
| 1982-83 Dettagli | Losanna UC      | -             | -             |
| 1983-84 Dettagli | Chênois         | Losanna UC    | -             |
| 1984-85 Dettagli | Leysin          | Losanna UC    | -             |
| 1985-86 Dettagli | Leysin          | -             | -             |
| 1986-87 Dettagli | Leysin          | Losanna UC    | -             |
| 1987-88 Dettagli | Leysin          | -             | Losanna UC    |
| 1988-89 Dettagli | Leysin          | -             | Losanna UC    |
| 1989-90 Dettagli | Leysin          | Losanna UC    | -             |
| 1990-91 Dettagli | Losanna UC      | -             | -             |
| 1991-92 Dettagli | Losanna UC      | -             | -             |
| 1992-93 Dettagli | Losanna UC      | -             | -             |
| 1993-94 Dettagli | Losanna UC      | Näfels        | -             |
| 1994-95 Dettagli | Losanna UC      | Näfels        | -             |
| 1995-96 Dettagli | Chênois         | Näfels        | Losanna UC    |
| 1996-97 Dettagli | Chênois         | Näfels        | -             |
| 1997-98 Dettagli | Näfels          | -             | Losanna UC    |
| 1998-99 Dettagli | Näfels          | -             | Losanna UC    |
| 1999-00 Dettagli | Näfels          | Losanna UC    | -             |
| 2000-01 Dettagli | Näfels          | -             | Losanna UC    |
| 2001-02 Dettagli | Chênois         | Näfels        | Amriswil      |
| 2002-03 Dettagli | Näfels          | -             | Amriswil      |
| 2003-04 Dettagli | Näfels          | -             | Losanna UC    |
| 2004-05 Dettagli | Näfels          | Losanna UC    | Amriswil      |
| 2005-06 Dettagli | Chênois         | Amriswil      | Näfels        |
| 2006-07 Dettagli | Näfels          | Amriswil      | Losanna UC    |
| 2007-08 Dettagli | Losanna UC      | Amriswil      | -             |
| 2008-09 Dettagli | Amriswil        | Losanna UC    | Münsingen     |
| 2009-10 Dettagli | Amriswil        | Chênois       | Losanna UC    |
| 2010-11 Dettagli | Näfels          | Chênois       | Losanna UC    |
| 2011-12 Dettagli | Chênois         | Lugano        | Näfels        |
| 2012-13 Dettagli | Lugano          | Amriswil      | Schönenwerd   |
| 2013-14 Dettagli | Lugano          | Schönenwerd   | Losanna UC    |
| 2014-15 Dettagli | Lugano          | Losanna UC    | Näfels        |
| 2015-16 Dettagli | Amriswil        | Losanna UC    | Näfels        |
| 2016-17 Dettagli | Amriswil        | Näfels        | Schönenwerd   |
| 2017-18 Dettagli | Losanna UC      | Näfels        | Amriswil      |
| 2018-19 Dettagli | Losanna UC      | Amriswil      | Schönenwerd   |
| 2019-20 Dettagli | Non assegnato   | Non assegnato | Non assegnato |
| 2020-21 Dettagli | Chênois         | Amriswil      | Schönenwerd   |
| 2021-22 Dettagli | Amriswil        | Chênois       | Schönenwerd   |
| 2022-23 Dettagli | Schönenwerd     | Amriswil      | Näfels        |
| 2023-24 Dettagli | Schönenwerd     | Amriswil      | Losanna UC    |
| 2024-25 Dettagli | Amriswil        | Schönenwerd   | Näfels        |

## Palmarès
| Squadra         | Titolo | Stagione                                                                                                   |
| --------------- | ------ | --- |
| Servette        | 12     | 1960-61, 1961-62, 1962-63, 1963-64, 1964-65, 1965-66, 1966-67, 1967-68, 1968-69, 1973-74, 1980-81, 1981-82 |
| Näfels          | 9      | 1997-98, 1998-99, 1999-00, 2000-01, 2002-03, 2003-04, 2004-05, 2006-07, 2010-11                            |
| Losanna UC      | 9      | 1982-83, 1990-91, 1991-92, 1992-93, 1993-94, 1994-95, 2007-08, 2017-18, 2018-19                            |
| Chênois         | 7      | 1983-84, 1995-96, 1996-97, 2001-02, 2005-06, 2011-12, 2020-21                                              |
| Leysin          | 6      | 1984-85, 1985-86, 1986-87, 1987-88, 1988-89, 1989-90                                                       |
| Amriswil        | 6      | 2008-09, 2009-10, 2015-16, 2016-17, 2021-22, 2024-25                                                       |
| Biel            | 5      | 1974-75, 1975-76, 1977-78, 1978-79, 1979-80                                                                |
| Spada Academica | 4      | 1969-70, 1970-71, 1971-72, 1972-73                                                                         |
| EOS Losanna     | 3      | 1956-57, 1958-59, 1959-60                                                                                  |
| Lugano          | 3      | 2012-13, 2013-14, 2014-15                                                                                  |
| Schönenwerd     | 2      | 2022-23, 2023-24                                                                                           |
| Uni Berna       | 1      | 1957-58 |
| Voléro Zurigo   | 1      | 1976-77 |